# Morti nel 2005/Settembre
| Questa pagina contiene informazioni ricavate automaticamente dalle voci biografiche con l'ausilio del template Bio e di un bot. L'aggiornamento è periodico e automatico e ricostruisce completamente la pagina. Se manca una persona in questa lista, sei pregato di non aggiungerla, ma accertati piuttosto che la sua voce biografica contenga il template Bio e che i dati anagrafici siano correttamente compilati. Se il template Bio manca, inseriscilo tu stesso o, in alternativa, metti l'avviso {{tmp\|Bio}} che ne segnala la mancanza. Se i dati riportati sono sbagliati, correggi direttamente la voce biografica; le modifiche saranno visibili in questa lista entro pochi giorni. Per chiarimenti vedi il progetto biografie. La lista contiene solo le 119 persone che sono citate nell'enciclopedia e per le quali è stato implementato correttamente il template Bio. Pagina aggiornata al 10 lug 2025. |

- 1º settembre - Manuel Ausensi, baritono spagnolo (n. 1919)
- 1º settembre - Aldo Bonomo, avvocato italiano (n. 1929)
- 1º settembre - R. L. Burnside, chitarrista e cantante statunitense (n. 1926)
- 1º settembre - Thanos Livaditis, attore e sceneggiatore greco (n. 1934)
- 2 settembre - Bob Denver, attore e comico statunitense (n. 1935)
- 3 settembre - Robert Funk, biblista statunitense (n. 1926)
- 3 settembre - Marco Racaniello, pianista, compositore e direttore di coro italiano (n. 1977)
- 3 settembre - William Rehnquist, giurista statunitense (n. 1924)
- 3 settembre - Fernando Távora, architetto portoghese (n. 1923)
- 4 settembre - Ennio Pintacuda, gesuita, sociologo e attivista italiano (n. 1933)
- 5 settembre - Ottavio Cecchi, scrittore e giornalista italiano (n. 1924)
- 5 settembre - Nicola Sebastio, scultore e disegnatore italiano (n. 1914)
- 6 settembre - Mihály Borostyán, calciatore e giocatore di calcio a 5 ungherese (n. 1956)
- 6 settembre - Eugenia Charles, politica dominicense (n. 1919)
- 6 settembre - Bob Warlick, cestista statunitense (n. 1941)
- 7 settembre - Moussa Arafat, militare palestinese (n. 1940)
- 7 settembre - Giuliano Bonfante, glottologo italiano (n. 1904)
- 7 settembre - Karl Decker, calciatore e allenatore di calcio austriaco (n. 1921)
- 7 settembre - Sergio Endrigo, cantautore italiano (n. 1933)
- 7 settembre - Arnold Keyserling, filosofo e teologo tedesco (n. 1922)
- 7 settembre - Nicolino Locche, pugile argentino (n. 1939)
- 7 settembre - Edoardo Mulargia, regista, direttore della fotografia e produttore cinematografico italiano (n. 1925)
- 8 settembre - Noel Cantwell, calciatore e allenatore di calcio irlandese (n. 1932)
- 8 settembre - Luigi Cavallo, partigiano e giornalista italiano (n. 1920)
- 8 settembre - Antonio Grilli, politico italiano (n. 1922)
- 8 settembre - Milena Hübschmannová, linguista e etnografa ceca (n. 1933)
- 8 settembre - Hans Keiter, pallamanista tedesco (n. 1910)
- 9 settembre - Andrea Ercoli, imprenditore, dirigente sportivo e calciatore italiano (n. 1908)
- 10 settembre - Hermann Bondi, matematico, fisico e cosmologo austriaco (n. 1919)
- 10 settembre - Clarence "Gatemouth" Brown, musicista statunitense (n. 1924)
- 10 settembre - Jónas Halldórsson, pallanuotista islandese (n. 1914)
- 11 settembre - Elizabeth Bartlet, musicologa canadese (n. 1948)
- 11 settembre - Al Casey, chitarrista statunitense (n. 1915)
- 11 settembre - Abdallah Ibrahim, politico marocchino (n. 1918)
- 12 settembre - Giovanni Bellinzona, politico italiano (n. 1928)
- 12 settembre - Serge Lang, matematico francese (n. 1927)
- 12 settembre - Fritz Schilgen, mezzofondista tedesco (n. 1906)
- 12 settembre - Erich Schöppner, pugile tedesco (n. 1932)
- 13 settembre - Tom Felleghy, attore ungherese (n. 1921)
- 13 settembre - Toni Fritsch, calciatore e giocatore di football americano austriaco (n. 1945)
- 13 settembre - Fiorella Ghilardotti, sindacalista e politica italiana (n. 1946)
- 13 settembre - Hong Dook-jong, allenatore di calcio, calciatore e arbitro di calcio sudcoreano (n. 1921)
- 13 settembre - Hans-Joachim Koellreutter, direttore d'orchestra, compositore e scrittore tedesco (n. 1915)
- 13 settembre - Julio César Turbay Ayala, politico colombiano (n. 1916)
- 14 settembre - Giulio Cesare Carcano, ingegnere e progettista italiano (n. 1910)
- 14 settembre - Robert Wise, regista, montatore e produttore cinematografico statunitense (n. 1914)
- 15 settembre - Remo Albertini, politico italiano (n. 1920)
- 15 settembre - Guy Green, regista, sceneggiatore e direttore della fotografia inglese (n. 1913)
- 15 settembre - Péter Ilku, calciatore ungherese (n. 1936)
- 15 settembre - Helle Winther, attore svedese (n. 1922)
- 16 settembre - Arkadiusz Gołaś, pallavolista polacco (n. 1981)
- 16 settembre - Gordon Gould, fisico statunitense (n. 1920)
- 16 settembre - John McMullen, architetto e ingegnere statunitense (n. 1918)
- 16 settembre - Giancarlo Vigorelli, critico letterario, giornalista e scrittore italiano (n. 1913)
- 17 settembre - Manuel Hermida Losada, calciatore spagnolo (n. 1924)
- 17 settembre - Luigi Passoni, partigiano e politico italiano (n. 1926)
- 17 settembre - Alfred Reed, compositore statunitense (n. 1921)
- 17 settembre - Maria Trabucchi, filantropa italiana (n. 1909)
- 18 settembre - Giovanni Benvenuti, illustratore, scultore e fumettista italiano (n. 1926)
- 18 settembre - Michael Park, copilota di rally britannico (n. 1966)
- 19 settembre - John Bromfield, attore statunitense (n. 1922)
- 19 settembre - Willie Hutch, cantante, chitarrista e compositore statunitense (n. 1944)
- 19 settembre - Manasses Kuria, arcivescovo anglicano keniota (n. 1929)
- 19 settembre - Rosaura López, scrittrice spagnola (n. 1932)
- 20 settembre - Charles Leonard Harness, scrittore di fantascienza statunitense (n. 1915)
- 20 settembre - Matest Mendelevič Agrest, matematico russo (n. 1915)
- 20 settembre - Simon Wiesenthal, ingegnere e scrittore austriaco (n. 1908)
- 21 settembre - Maurice Büla, fotografo e pilota motociclistico svizzero (n. 1934)
- 21 settembre - Tatiana Dokoudovska, ballerina, insegnante e coreografa francese (n. 1921)
- 21 settembre - Nuccia Fumo, attrice italiana (n. 1917)
- 21 settembre - Mustaj Karim, poeta, scrittore e drammaturgo russo (n. 1919)
- 21 settembre - Félix Pérez, cestista portoricano (n. 1971)
- 21 settembre - Albert Tocco, mafioso statunitense (n. 1929)
- 22 settembre - Ursula Cavalcanti, attrice pornografica italiana (n. 1965)
- 22 settembre - Lee Huber, cestista statunitense (n. 1919)
- 22 settembre - Silvano Meconi, pesista italiano (n. 1931)
- 22 settembre - Ted Powell, allenatore di calcio e calciatore inglese (n. 1940)
- 23 settembre - Ermes Borsetti, calciatore e allenatore di calcio italiano (n. 1913)
- 23 settembre - Giorgio Covi, politico italiano (n. 1923)
- 24 settembre - Tommy Bond, attore statunitense (n. 1926)
- 24 settembre - Antonio Drove, regista e sceneggiatore spagnolo (n. 1942)
- 24 settembre - Malcolm Dunkley, calciatore inglese (n. 1961)
- 24 settembre - Gunnar Hansen, calciatore norvegese (n. 1923)
- 24 settembre - André Testut, pilota automobilistico monegasco (n. 1926)
- 24 settembre - Theodore L. Thomas, scrittore di fantascienza statunitense (n. 1920)
- 25 settembre - Don Adams, attore statunitense (n. 1923)
- 25 settembre - Urie Bronfenbrenner, psicologo statunitense (n. 1917)
- 25 settembre - Leland Clark, biochimico e fisiologo statunitense (n. 1918)
- 25 settembre - Fulvia Colombo, annunciatrice televisiva e conduttrice televisiva italiana (n. 1926)
- 25 settembre - Lionel Kochan, storico, giornalista e editore britannico (n. 1922)
- 25 settembre - Jurij Moiseev, hockeista su ghiaccio sovietico (n. 1940)
- 25 settembre - Franz Schönfels, pallanuotista austriaco (n. 1913)
- 25 settembre - Patrick Stewart, militare statunitense (n. 1970)
- 26 settembre - Helen Cresswell, scrittrice inglese (n. 1934)
- 26 settembre - Henrik Flöjt, biatleta finlandese (n. 1952)
- 26 settembre - Jerry Juhl, sceneggiatore statunitense (n. 1938)
- 26 settembre - Jozef Karel, allenatore di calcio e calciatore cecoslovacco (n. 1922)
- 26 settembre - Giovanni Maria Ubertazzi, avvocato e giurista italiano (n. 1919)
- 27 settembre - Jack Burmaster, cestista, allenatore di pallacanestro e dirigente sportivo statunitense (n. 1926)
- 27 settembre - Pol Bury, scultore e pittore belga (n. 1922)
- 27 settembre - Franco Cardani, calciatore italiano (n. 1925)
- 27 settembre - Ronald Golias, comico e attore brasiliano (n. 1929)
- 27 settembre - Mary Lee Settle, scrittrice statunitense (n. 1918)
- 27 settembre - John McCabe, biografo e docente statunitense (n. 1920)
- 28 settembre - Constance Baker Motley, giudice e politica statunitense (n. 1921)
- 28 settembre - Luigi Conte, politico italiano (n. 1912)
- 28 settembre - Enrique Gensana, calciatore spagnolo (n. 1936)
- 28 settembre - Ihor Rybak, sollevatore sovietico (n. 1934)
- 28 settembre - Fiorenzo Serra, regista italiano (n. 1921)
- 28 settembre - Leo Sternbach, farmacista e chimico statunitense (n. 1908)
- 29 settembre - Pasquale Balsamo, partigiano e giornalista italiano (n. 1924)
- 29 settembre - Patrick Caulfield, pittore e incisore inglese (n. 1936)
- 29 settembre - Robert Dorgebray, ciclista su strada francese (n. 1912)
- 29 settembre - Jurij Sapega, pallavolista e allenatore di pallavolo sovietico (n. 1965)
- 29 settembre - Gennadij Vasil'evič Sarafanov, cosmonauta sovietico (n. 1942)
- 29 settembre - Irena Twardosz, cestista polacca (n. 1939)
- 30 settembre - Vittorio Emanuele Borsi di Parma, generale italiano (n. 1911)
- 30 settembre - Elio Civinini, calciatore e allenatore di calcio italiano (n. 1909)
- 30 settembre - Renzo Nostini, dirigente sportivo e schermidore italiano (n. 1914)